# Charles de La Fosse
Charles de La Fosse (Parigi, 15 giugno 1636 – Parigi, 13 dicembre 1716) è stato un pittore francese.
Allievo di Charles Le Brun, e suo collaboratore nelle opere di decorazione portate avanti sotto Luigi XIV, partì nel 1662 per passare due anni a Roma e tre a Venezia, dove subì l'influenza dell'opera del Veronese.
Tra le sue opere forse la più celebre fu la decorazione della Cappella di Versailles con la splendida Resurrezione di Cristo nella semicupola dell'abside.